# Carl Bonde
Carl Bonde (n. 28 aprilie 1872, Stockholm, Suedia-Norvegia – d. 13 iunie 1957, Sundsvall, Comitatul Västernorrland, Suedia) a fost un sportiv ce a reprezentat Suedia, medaliat olimpic. A participat la două ediții ale Jocurilor Olimpice (1912, 1928) în care a câștigat o medalie de aur și o medalie de argint.